# Крозьєр (Аризона)
Крозьєр (англ. Crozier) — переписна місцевість (CDP) в США, в окрузі Могаве штату Аризона. Населення — 21 особа (2020).

## Географія
Крозьєр розташований за координатами 35°25′22″ пн. ш. 113°38′55″ зх. д. / 35.42278° пн. ш. 113.64861° зх. д. (35.422807, -113.648641).  За даними Бюро перепису населення США в 2010 році переписна місцевість мала площу 2,72 км², уся площа — суходіл.

## Демографія
Згідно з переписом 2010 року, у переписній місцевості мешкало 14 осіб у 8 домогосподарствах у складі 4 родин. Густота населення становила 5 осіб/км².  Було 11 помешкання (4/км²).
Расовий склад населення:
| - 92,9 % — білих - 7,1 % — осіб інших рас |

До двох чи більше рас належало 0,0 %. Частка іспаномовних становила 7,1 % від усіх жителів.
За віковим діапазоном населення розподілялося таким чином: 0,0 % — особи молодші 18 років, 64,3 % — особи у віці 18—64 років, 35,7 % — особи у віці 65 років та старші. Медіана віку мешканця становила 59,0 року. На 100 осіб жіночої статі у переписній місцевості припадало 100,0 чоловіків;  на 100 жінок у віці від 18 років та старших — 100,0 чоловіків також старших 18 років.
Цивільне працевлаштоване населення становило 17 осіб. Основні галузі зайнятості: мистецтво, розваги та відпочинок — 41,2 %, транспорт — 35,3 %, сільське господарство, лісництво, риболовля — 23,5 %.